# Karl Vorländer
Karl Vorländer (* 2. Januar 1860 in Marburg; † 6. Dezember 1928 in Münster) war ein deutscher Gymnasialprofessor in Solingen. Er befasste sich mit der Geschichte der Philosophie und vertrat als Kantforscher die Marburger Schule.

## Leben
Vorländers Vater war der Philosoph Franz Vorländer. Seine Mutter war die Tochter eines kurhessischen Oberfinanzrates. Der Sohn wuchs zusammen mit zwei Schwestern auf.
Vorländer besuchte das humanistische Gymnasium Philippinum in Marburg. Danach studierte er zunächst Philosophie, deutsche Literatur und Geschichte an der Friedrich-Wilhelms-Universität zu Berlin. Er wechselte an die Philipps-Universität Marburg hörte nur noch Philosophie bei Hermann Cohen und Paul Natorp. 1883 wurde er in Marburg zum Dr. phil. promoviert. In seiner Dissertation verteidigte er Kant gegen den Vorwurf des Formalismus. Ab 1883 lehrte er am Gymnasium in Neuwied und in Mönchengladbach. 1887 wurde er Gymnasialprofessor und Schulinspektor am Humanistischen Gymnasium (heute Gymnasium Schwertstraße) in Solingen, wo er bis 1919 tätig war. 1903 erschien die erste Ausgabe seiner Geschichte der Philosophie. 1919 erhielt er eine Honorarprofessur in Münster. Vorländer wurde bekannt für seine Kantstudien. Er arbeitete erfolgreich auf dem Feld der Kant-Philologie. In den Jahren 1899–1906 gab er in Halle (Saale) die meisten Schriften Kants mit Einleitungen und ausführlichen Sachregistern heraus. 1924 veröffentlichte er die einflussreiche Kantbiographie Immanuel Kant. Der Mann und das Werk., in der er detailliert Leben und Werk Kants darstellte.
Vorländer gehörte bis 1923 zu den philosophischen Stammautoren der sozialdemokratisch orientierten Die Neue Zeit. Vor 1918 schrieb er unter dem Pseudonym Akademikus. Ab 1924 wurde er Autor in der marxistischen Nachfolgezeitschrift Die Gesellschaft. Mit seinen nicht ausschließlich philosophischen Beiträgen in Die Gesellschaft galt er als „einer der führenden Autoren für Sozialpädagogik“.

## Wirken in der Marburger Schule
Vorländer stand unter anderem den Marburger Neukantianern Hermann Cohen und Paul Natorp philosophisch nahe. Auch wenn er – wie Max Weber urteilte – „kein Gelehrter allerersten Ranges“ gewesen ist, schätzten Cohen und Natorp seine Arbeitskraft und seine charakterliche Integrität. Die Sozialdemokratie war seine politische Heimat. Er ging wie die übrigen Marburger Neukantianer davon aus, dass sich auf der Grundlage der kantischen Ethik die Gemeinschaft freier, nur ihrem eigenen Willen verpflichteten Menschen aufbauen ließe, die von den Ideologen der sozialistischen Bewegung angestrebt wurde. Unter den Marburgern war man überzeugt, dass der Sozialismus „sittlich berechtigt“ sei. Der Kapitalismus sei ungerecht und unmoralisch, weil der Arbeiter nicht für sich selbst handeln könne, sondern nur als Mittel gebraucht werde. Der von Kant vertretene kategorische Imperativ sei ein zeitloses Prinzip, in dem auch der Sozialismus gründe. Vorländer erläuterte diese Auffassung in einem Vortrag über Kant und Marx, den er am 8. April 1904 in Wien hielt. Zusammenfassend erklärte er, dass

„Sozialphilosophen von heute, deren wissenschaftliche Methode durch die KANTsche Erkenntniskritik bestimmt ist … den historischen Materialismus als einen bedeutenden wissenschaftlichen Fortschritt anerkennen.“

Zu diesen Sozialphilosophen rechnete Vorländer auch Natorp, Franz Staudinger und Rudolf Stammler.
Zu gemeinsamen theoretischen Konzeptentwicklungen kam es nicht mehr. 1914 hatten die Sozialdemokraten – entgegen ihren Versprechungen – im Reichstag der Bewilligung einer Kriegsanleihe zugestimmt und so die Finanzierung des Krieges ermöglicht, was die sozialistische Bewegung spaltete. Vorländer war im Juni 1919 Delegierter der Solinger Mehrheitssozialdemokratie auf der Berliner Vereinigungkonferenz von MSPD und USPD. Unter den Marburger Neukantianern führte die sozialdemokratische Kriegspolitik ebenfalls zu Konflikten und Trennungen.

## Geschichte der Philosophie
Vorländer entwarf seine zweibändige Geschichte der Philosophie für Studenten und gebildete Laien. Die ältesten Darstellungen, wie die des Engländers Thomas Stanley (London 1655) oder des Deutschen Johann Jakob Brucker (1731 bis 1737 und 1742 bis 1744), hielt er für wertlos. Die diesen folgenden Darstellungen des 18./19. Jahrhunderts bezeichnete er als veraltet. Einige von ihnen hätten außerdem den Nachteil, dass ihre Autoren zur „Konstruktionssucht“ neigten.
Vorländer wollte „die ganze Geschichte der Philosophie“ und des Denkens in einer begrenzten Darstellung zusammenfassen und sich dabei auf das Allgemeine, bzw. das Generalisierbare beschränken. Um den hohen Anspruch erfüllen zu können, muss Geschichtsschreibung „die Tatsachen gewissenhaft erforschen“ und dabei „nach den Grundsätzen kritisch-historischer Methode“ vorgehen. Kulturgeschichtliche und wissenschaftsgeschichtliche Aspekte waren zu berücksichtigen, sowie systematische und biographische Faktoren. Ein Philosophiehistoriker musste Philosoph sein. Auf diese Weise sollte ein Höchstmaß an Objektivität erreicht werden. Die Subjektivität der Darstellung hielt er für unvermeidbar, sogar für erforderlich, um Geschichte lebendig zu machen. Damit entsprach seine Darstellung den wissenschaftlichen Standards seiner Zeit. Den Charakter seiner Philosophiegeschichte bezeichnete er als „vernunftgemäß“ und die Philosophie als eine „vernunftgemäße Weltbetrachtung“.

„Dass ich Plato mit größerer Liebe als Aristoteles, Kant eingehender als Schelling oder Hegel behandelt, dass ich Hermann Cohen beinahe ebensoviel Seiten wie Wilhelm Wundt gewidmet habe, liegt an meiner philosophischen Auffassung, deren sich eben, bei allem Streben nach Objektivität, kein Philosophiehistoriker entschlagen kann und – soll.“

Vorländers Geschichte der Philosophie erschien bis 1919 in fünf Auflagen. Seit einiger Zeit wird sie von den verschiedensten Verlagen wieder neu oder als Nachdruck herausgebracht. 1924 veröffentlichte er für Laien eine Volkstümliche Geschichte der Philosophie, die auch als Nachdruck im Handel erhältlich ist.

## Kant für Sozialisten
Es würde ihn freuen, den Materialisten zu zeigen, „welch festes Fundament die kritische Methode … dem Sozialismus zu geben vermag“, so kommentierte Vorländer in Kant und der Sozialismus seinen Vorschlag dem deutschen Sozialismus eine einheitliche Theorie zu geben. Sozialismus wurde definiert als „sittliche, d. h. ethisch begründete Weltanschauung“. Marx war von den ökonomischen Gegebenheiten ausgegangen, als er seine Theorie des „historischen Materialismus“ entwickelte. Engels hatte deutlich gemacht, dass die Umwälzung – anstelle von Veränderungen in den Köpfen durch die Philosophie – Veränderungen der Produktions- und Austauschweise bedeute. Vorländer stellte fest, dass bei Kant sich keine sozialpolitischen Ideen finden. Doch Kant habe die „reine Moral“ bzw. den kategorischen Imperativ als ethisches Prinzip für alle Bürger eines Staates, bzw. für die Menschheit gedacht. Dieses Prinzip sei auch in der Idee des Sozialismus enthalten. In diesem Sinne, zitierte Vorländer dann Cohen, sei Kant „der wahre und wirkliche Urheber des deutschen Sozialismus“ gewesen. Vorländer fügte noch hinzu, dass damit die Verbindung Kants zum Sozialismus durch das „rein Moralische“ hergestellt sei.
Vorländer zeigte aus seiner Sicht auf, dass diese Verbindung notwendig sei, wenn es um die Umsetzung sozialistischer Ideale gehe, die Vorländer als das Reich der Kantischen Zwecke interpretierte. Er bezog sich u. a. auf seinen Neukantianischen Kollegen Staudinger, der behauptet hatte, dass Marxisten in Verfolgung ihres eigenen Prinzips zu Kant zurückkommen müssen, sobald sie diesen Sachverhalt einsehen. Vorländer erläuterte, dass es dafür durchaus Anhaltspunkte bei marxistischen Autoren gibt. Er nannte dazu Jean Jaurès, Eduard Bernstein, Ludwig Woltmann und S. Gunter. Jaurès hielt eine Verbindung zwischen materialistischer Theorie der Geschichte und der idealistischen für erforderlich. Bernstein schrieb: „Der Ruf Zurück zu Kant gelte bis zu einem gewissen Grade auch für die Theorie des Sozialismus.“ Woltmann wollte ein Bündnis mit Kants Philosophie, denn die marxsche Geschichtstheorie sei durch und durch ethisch. Gunter forderte – wie die Neukantianer – „Einheitlichkeit und Geschlossenheit“ der Methode, die Kant als „Art und Weise bezeichnet hatte, wie ein gewisses Objekt gemäß der Natur einer Wissenschaft vollständig zu erkennen sei“. Die sozialistische Bewegung – so Gunter – sei ferner daran interessiert, Widersprüche im Denken, in der Ethik und der Sozialpolitik zu beseitigen. „Einen solchen ‚Marxisten‘ kann sich der Neukantianer schon gefallen lassen. Er arbeitet, nur von der anderen Seite des Berges, demselben Ziele zu“, so Vorländers Kommentar.
Es ist nicht bekannt, ob und welche Resonanz Vorländers Ideen unter den Ideologen der Arbeiterbewegung hatten. Vorländer erwähnte nur, dass die Veröffentlichungen von Bernstein für eine Zunahme der Diskussionen gesorgt habe. Wissenschaftliche Autoren gehen heute davon aus, dass der „Idealismus des Marburger Neukantianismus“ als „Konkurrenz zur eigenen Theorie“ aufgefasst, bzw. „als antisozialistisches Gespinst bürgerlicher Ideologen … diffamiert“ wurde.

## Ehrungen
- Vorländerweg in Münster[13]
- Vorländerstraße in Solingen[14]

## Schriften
- als Hrsg.: Ausgaben von Werken Kants (Kritik der reinen Vernunft, mit Register, 1899 u. a.)
- Die Kantsche Begründung des Moralprinzips, 1889
- Der Formalismus der Kantschen Ethik in seiner Notwendigkeit und Fruchtbarkeit, Diss. phil. Marburg 1893
- Goethes Verhältnis zu Kant (Kantstudien I ff.)
- Kant und der Sozialismus, 1900
- Die neukantische Bewegung im Sozialismus, 1902
- Geschichte der Philosophie. 3 Bände. 1. A. 1903 (Online bei textlog.de); 3. A. 1911; 5. A. 1919 (Online bei zeno.org)
- Volkstümliche Geschichte der Philosophie. J. H. W. Dietz Nachf., Berlin 1921. (= Internationale Bibliothek 62); (2. Auflage 1922; 3. Auflage 1923) Hamburg 2012. Ausgabe 1924 im Gutenberg-Projekt.
- Kant – Schiller – Goethe. Gesammelte Aufsätze. Felix Meiner, Leipzig 1907. (2., verm. Auflage 1923)
- Marx und Kant, 1904; 1911
- Kant und Marx: ein Beitrag zur Philosophie des Sozialismus, 1911; 1926
- Kant, Fichte, Hegel und der Sozialismus, Cassirer, Berlin 1920
- Marx, Engels und Lassalle als Philosophen. J. H. W. Dietz Nachf., Berlin 1920. (2. Auflage 1921; 3. Auflage 1926)
- Die Philosophie unserer Klassiker. Lessing – Herder – Schiller – Goethe. J. H. W. Dietz Nachf., Berlin 1923. (= Internationale Bibliothek 66)
- Immanuel Kant. Der Mann und das Werk. Felix Meiner, Leipzig 1924. (bei textlog), 3., erw. Auflage 1992
- Von Machiavelli bis Lenin. Neuzeitliche Staats- und Gesellschaftstheorien. Leipzig 1926.
- Karl Marx. Sein Leben und sein Werk. mit 15 Bildtafeln. Felix Meiner, Leipzig 1929.